# Alchornea fluviatilis
Alchornea fluviatilis é uma espécie de planta do gênero Alchornea.  

## Taxonomia
A espécie foi descrita em 1993 por Ricardo de Sousa Secco. 

## Morfologia
A espécie apresenta caule glabro e folhas de lâmina plana, com formato variando entre elíptico, oblongo ou lanceado, sendo pubescentes em ambas as faces. Sua inflorescência, em panículas bissexuais ou unissexuais, possui cálices gamossépalos e ovários globosos e pubescentes. O fruto pode ser elíptico, globoso ou subgloboso, com sementes ovadas e levemente muricadas.

## Distribuição
É típica de áreas alagadas, como margens de rios, lagos, matas de várzea e igapó, distribuindo-se na Amazônia em países como Colômbia, Venezuela, Suriname, Guiana Francesa, Peru e Bolívia, além do Brasil, onde ocorre nos estados do Amazonas, Amapá, Pará, Roraima e Maranhão. Não é endêmica do Brasil e está associada a vegetações de várzea e floresta alagada.